# 神戸市立遊喜幼稚園
神戸市立遊喜幼稚園（こうべしりつゆうきようちえん）は神戸市東灘区にある公立幼稚園の一つ。

## 歴史
- 1922年 - 久原房之助の寄付により、9月11日、財団法人住吉遊喜園として開設
- 1932年 - 園舎が完成
- 1939年 - 住吉村立遊喜園に改称
- 1945年 - 戦災による園舎全焼により閉園
- 1946年 - 近隣の寺を借用して保育再開
- 1948年 - 再開園、住吉村立保育園となる
- 1950年 - 住吉村から合併に伴い神戸市へ移管。住吉遊喜園保育所として住之江会館にて保育
- 1952年 - 現在地へ移転して神戸市立住之江遊喜園に改称
- 1965年 - 神戸市立遊喜幼稚園に改称
- 1966年 - 創立50周年記念お祝いの会
- 1982年 - 園舎の解体工事に伴い東求女塚古墳を発掘調査
- 1983年 - 新園舎完成
- 1996年 - 創立80周年記念お祝いの会
- 2004年 - 4月1日より神戸市教育委員会が空き部屋を貸し出し、民間の夢工房夢保育園分園と施設の共用化
- 2020年 - 3月31日をもって閉園